# Cuitláhuac (municipalité)

La municipalité de Cuitláhuac est l'une des 212 municipalités de l'État de Veracruz, et est située dans la partie centrale de cet État. Située à l'ouest du golfe du Mexique, elle est proche des piémonts orientaux de la Sierra Madre orientale, à cheval sur les bassins versants du Río Papaloapan et du Río Jamapa. Son chef-lieu est la ville éponyme de Cuitláhuac. Cette municipalité dépend de la région administrative de Las Montañas, qui est une des 10 subdivisions administratives de l'État de Veracruz.

## Géographie
La municipalité de Cuitláhuac s'étire d'ouest en est en prenant appui au sud sur le cours du Río Blanco, affluent du Río Papaloapan, qui y forme sa limite administrative. Elle est traversée au nord par la rivière Río Cotaxtla et l'un de ses affluents, qui dépendent eux du bassin versant du fleuve Río Jamapa. D'une altitude oscillant entre 140 et 500 mètres, la municipalité est proche des piémonts de la Sierra Madre orientale. Son chef-lieu est la ville éponyme de Cuitláhuac, qui se trouve dans la partie nord-ouest de son territoire, au sud de la rivière Río Cotaxtla. Son territoire couvre une superficie de 150,2 km2, et était peuplé en 2010 de 26 265 habitants, pour une densité de 174,9 habitants par km2.
La municipalité est limitrophe au nord de celles de Carrillo Puerto, de Paso del Macho et d'Atoyac, à l'ouest de celle de Yanga, au sud de celles de Cuichapa, d'Omealca et de Tierra Blanca, et à l'est de Cotaxtla.

## Composition et démographie
La municipalité était composée en 2010 de 74 localités, dont une seule était considérée comme urbaine, les autres étant rurales.
| Localité                   | Population |
| -------------------------- | ---------- |
| Cuitláhuac                 | 13 651     |
| San Francisco (Mata Clara) | 2131       |
| El Maguey                  | 1413       |
| San José de Abajo          | 1379       |
| Mata Naranjo (El Nanche)   | 1069       |
| Reste des localités        | 6622       |
| Total population           | 26 265     |

En plus de l'espagnol, plusieurs langues amérindiennes sont parlées dans la municipalité, dont les principales par ordre d'importance sont : le mazatèque, le nahuatl, le mixtèque et le zapotèque.

## Histoire
Avant la Conquête du Mexique, le territoire était habité par les totonaques.

### Agriculture et élevage
La superficie des parcelles semées représentait en 2013 une surface totale de 4303 hectares, parmi lesquels 2636 hectares étaient voués à la culture de la canne à sucre, 1260 hectares étaient voués à la culture du citron, et 180 hectares à celle de la mangue.
En 2013, la production de viande par tonnes comprenait 274 tonnes de viande bovine, 967,4 tonnes de viande porcine, 41,4 tonnes de viande ovine, 1,7 tonnes de viande caprine, 29 135,2 tonnes de volailles, et ,6 tonne de dinde. La superficie vouée à l'élevage représentait alors 2773 hectares.